# Legge di Jante

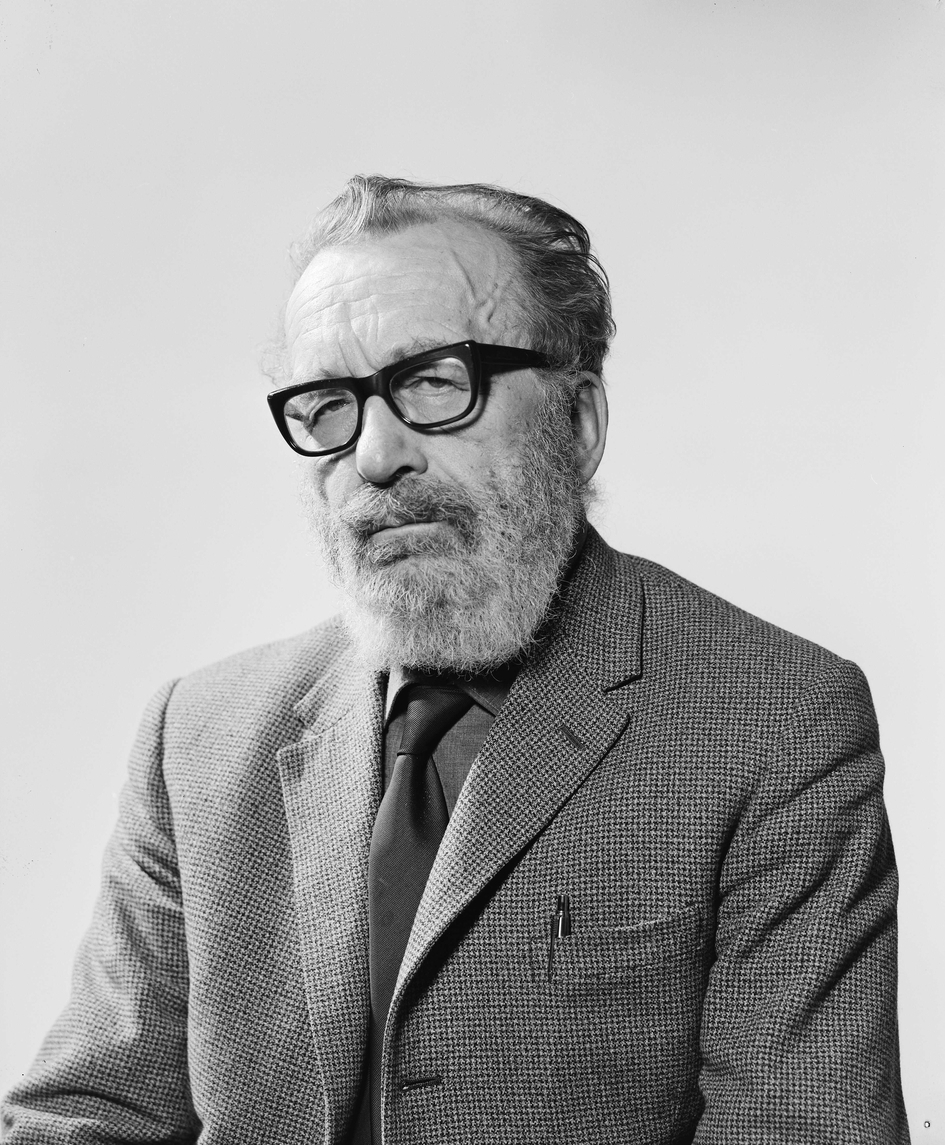
L'autore della "legge di Jante", il dano-norvegese Aksel Sandemose

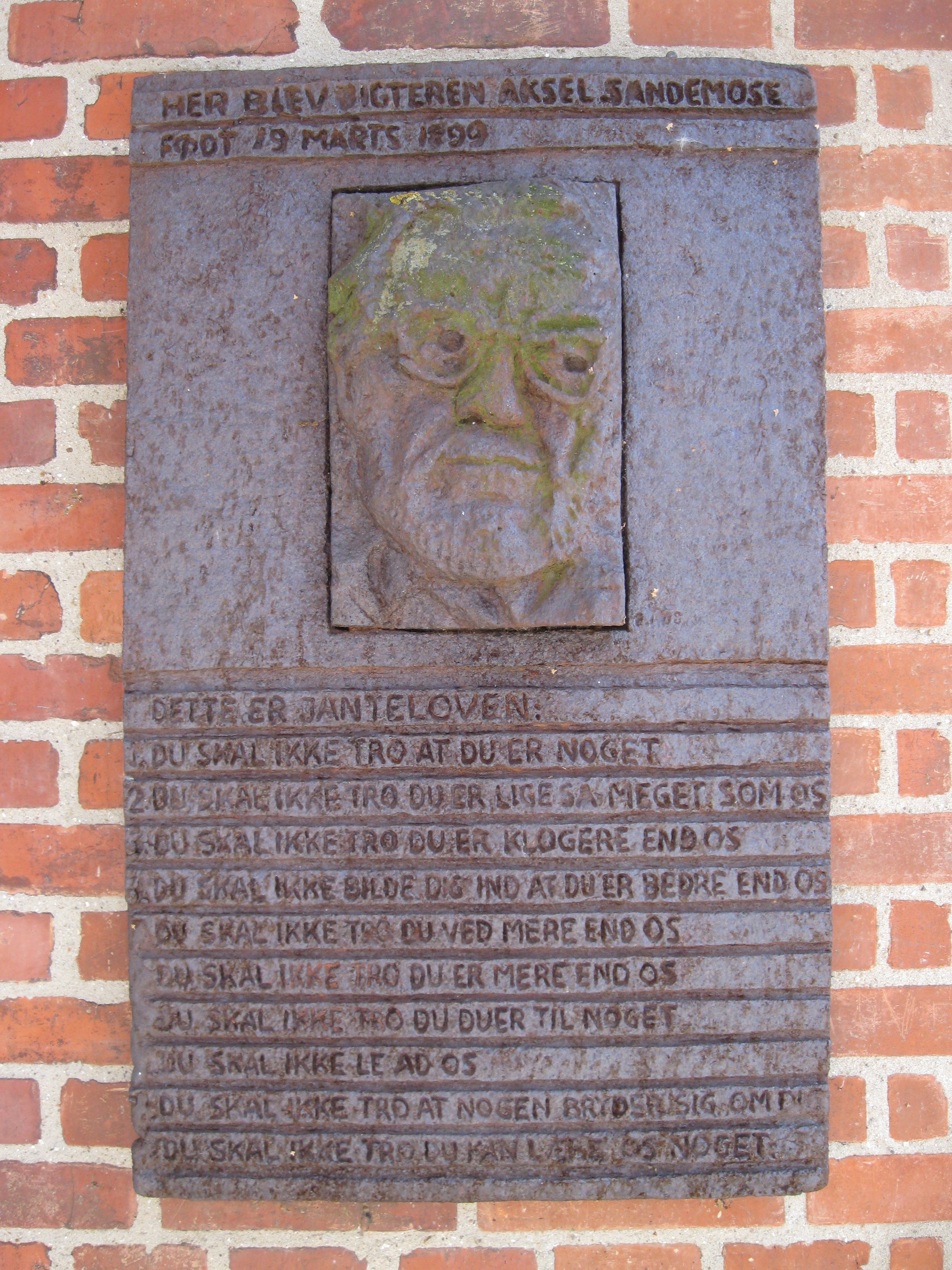
La tavola delle leggi, presso Nykøbing Mors, in Danimarca

La Legge di Jante (in norvegese/danese: janteloven e in svedese: jantelagen) è uno schema comportamentale di gruppo che di solito si considera presente nella cultura scandinava e in generale in quella nordica. È stata originariamente formulata dall'autore dano-norvegese Aksel Sandemose (1899-1965), nel romanzo Un fuggitivo incrocia le sue tracce (En flyktning krysser sitt spor) del 1933.
La Legge di Jante sottende un modello di comportamento che, all'interno delle comunità scandinave, critica e ritrae negativamente, come indegne e inappropriate, le realizzazioni individuali e il successo del singolo.

## Paradigma sociologico
La legge di Jante viene oggi associata a qualsiasi società o comunità di persone che sia chiusa, presuntuosa, di mentalità ristretta e diffidente verso chi non appartiene alla comunità. Jante è il nome che Sandemose dà, nel suo libro, a un piccolo villaggio danese che gli ha ricordato Nykøbing Mors, suo paese natale, dove nessuno è anonimo: situazione, questa, tipica di tutti i piccoli paesi.
Generalmente, viene utilizzato colloquialmente come termine sociologico per descrivere un atteggiamento negativo verso l'individualità e il successo, comune in Scandinavia: il termine si riferisce, in particolare, a una mentalità che de-enfatizza lo sforzo individuale e pone tutto l'accento sull'azione collettiva, scoraggiando quelli che spiccano come uomini d'azione.

## Gli articoli della legge di Jante
La legge di Jante è compendiata in dieci diverse regole (originariamente scritte in lingua danese), quali definite da Sandemose, tutte espressione di variazioni su un unico tema e di solito indicate come un insieme omogeneo: "Non pensare che tu sia un qualcuno di speciale o che tu sia meglio di noi".
1. Du skal ikke tro du er noget! - Non credere di essere qualcosa di speciale.
2. Du skal ikke tro du er lige meget som os! - Non credere di valere quanto noi.
3. Du skal ikke tro du er klogere end os! - Non credere di essere più furbo di noi.
4. Du skal ikke indbilde dig at du er bedre end os! - Non immaginarti di essere migliore di noi.
5. Du skal ikke tro du ved mere end os! - Non credere di saperne più di noi.
6. Du skal ikke tro du er mere end os! - Non credere di essere più di noi.
7. Du skal ikke tro at du duer til noget! - Non credere di essere capace di qualcosa.
8. Du skal ikke grine af os! - Non ridere di noi.
9. Du skal ikke tro at nogen kan lide dig! - Non credere che a qualcuno importi di te.
10. Du skal ikke tro du kan lære os noget! - Non credere di poterci insegnare qualcosa.

C'è inoltre un undicesimo articolo, sibillino e intimidatorio, conosciuto anche come "la legge penale di Jante":
1. Du tror måske ikke at jeg ved noget om dig? - Non crederai che non sappiamo qualcosa su di te?

Nel libro, coloro che trasgrediscono questa 'legge' non scritta sono guardati con sospetto e con una certa ostilità, in quanto tale comportamento va contro il desiderio comune della piccola città di preservare l'armonia, la stabilità, la coesione sociale e l'uniformità.

## Uso attuale della legge di Jante
La legge di Jante è oggi uno stereotipo comune nelle culture nordiche. Va detto che essa è stata scritta facendo riferimento a una società di inizio Novecento, diversa dalle società nordiche come si sono manifestate ed evolute a partire dalla seconda metà del XX secolo. Tenuto conto di questo, la legge si potrebbe comunque applicare alle società fondate sui principi dell'equità, stabilità e uniformità, ovvero che escludono a priori un pluralismo e una libertà.
Sandemose scrisse della classe operaia nella città di Jante e di un gruppo di persone all'interno della stessa posizione sociale. In seguito, la legge di Jante ha assunto un significato più esteso, venendo riferita a chi vuole uscire dal proprio gruppo sociale e raggiungere una posizione più elevata nella società in generale.
Inoltre, situazioni simili sono riscontrabili un po' in tutte le società chiuse, in cui un forte sentimento di appartenenza si coniuga con un forte rifiuto delle influenze del mondo esterno.
Lo scrittore Paulo Coelho, durante un'intervista, afferma la sua sorpresa nello scoprire che questi postulati, di cui era all'oscuro, sono conosciuti in tutta la Scandinavia. Lo scrittore, tuttavia, riconosce, con tristezza, che la regola è conosciuta in molte parti del mondo, pur senza che vi sia consapevolezza di questa comune verità.
Lo scrittore la riassume così:
(Paulo Coelho)

## Diversi nomi
A seconda del paese nordico, il nome della legge di Jante prende un nome differente:
- Danimarca: Janteloven
- Norvegia: Janteloven
- Svezia: Jantelagen
- Finlandia: Janten laki
- Fær Øer: Jantulógin